# Proligeston
Proligeston (merknaam Delvosteron®) is een synthetisch vervaardigd progestageen. Het wordt voornamelijk gebruikt in de veterinaire geneeskunde om de oestrus bij honden en gedomesticeerde katten te onderdrukken.
Sinds de jaren 1950 worden progestagenen gebruikt voor het beïnvloeden van de oestrus van honden, en in 1978 werd proligeston hiervoor voor het eerst onderzocht.

## Chemische eigenschappen
Proligeston is een toxisch poeder dat moeilijk oplosbaar is in water. De LD50 bij honden is 80 mg/kg.

## Mechanisme
Proligeston is een glucocorticoïd agonist en heeft een remmend effect op de hypothalamus-hypofyse-bijnieras in honden.